# Qualificazioni alla Coppa d'Asia 1960
Questa voce raccoglie un approfondimento sui risultati degli incontri e sulle classifiche per l'accesso alla fase finale della Coppa d'Asia 1960.

## Sorteggio dei gruppi
| Gruppo 1 (Ovest)                                     | Gruppo 2 (Centro)                                                           | Gruppo 3 (Est)                      |
| ---------------------------------------------------- | --------------------------------------------------------------------------- | ----------------------------------- |
| Afghanistan Ceylon India Iran Israele Nepal Pakistan | Birmania Cambogia Indonesia * Malaysia Singapore Thailandia Vietnam del Sud | Filippine Giappone Hong Kong Taiwan |

* L'Indonesia si ritira a causa di una disputa come membro dell'AFC.

## Risultati

### Gruppo 1 (Ovest)
| Squadra  | Pti | G | V | Pa | Pe | GF | GS | DR |
| -------- | --- | - | - | -- | -- | -- | -- | -- |
| Israele  | 8   | 6 | 3 | 2  | 1  | 10 | 8  | +2 |
| Iran     | 7   | 6 | 3 | 1  | 2  | 12 | 10 | +2 |
| Pakistan | 5   | 6 | 2 | 1  | 3  | 8  | 10 | −2 |
| India    | 4   | 6 | 2 | 0  | 4  | 7  | 9  | −2 |

| Arbitro: | P. Chakravarthy |

|  |           |                                    |
|  | Marcatori | 49’ Hajari 59’ Barmaki 65’ Dehdari |

| Kochi 7 dicembre 1959                     | India     | 1 – 0 | Pakistan | Maharaja College Stadium (30,000 spett.) |
| \| \| \| \| \| D'Souza \| Marcatori \| \| |           |       |          |                                          |
|                                           |           |       |          |                                          |
| D'Souza                                   | Marcatori |       |          |                                          |

| Kochi 8 dicembre 1959                                                    | India     | 1 – 3                 | Israele | Maharaja College Stadium (30,000 spett.) |
| \| \| \| \| \| Devadas 12’, 66’ \| Marcatori \| 35’, 43’, 53’ R. Levi \| |           |                       |         |                                          |
|                                                                          |           |                       |         |                                          |
| Devadas 12’, 66’                                                         | Marcatori | 35’, 43’, 53’ R. Levi |         |                                          |

| Kochi 9 dicembre 1959                          | Pakistan  | 4 – 1        | Iran | Maharaja College Stadium (15,000 spett.) |
| \| \| \| \| \| \| Marcatori \| Haji Mokhtar \| |           |              |      |                                          |
|                                                |           |              |      |                                          |
|                                                | Marcatori | Haji Mokhtar |      |                                          |

| Arbitro: | P. Chakravarthy |

|                      |           |  |
| R. Levi 55’ Stelmach | Marcatori |  |

| Arbitro: | Rahman |

|                                         |           |             |
| Goswami 64’ Khan 66’ (rig.) Balaram 80’ | Marcatori | 62’ Dehdari |

| Arbitro: | P. Chakravarthy |

|            |           |            |
| Menchel 9’ | Marcatori | 49’ Hajari |

| Kochi 13 dicembre 1959 | India | 0 – 1 | Pakistan | Maharaja College Stadium (30,000 spett.) |

| Kochi 14 dicembre 1959                          | Iran      | 4 – 1 | Pakistan | Maharaja College Stadium (16,000 spett.) |
| \| \| \| \| \| Hajari Jamali \| Marcatori \| \| |           |       |          |                                          |
|                                                 |           |       |          |                                          |
| Hajari Jamali                                   | Marcatori |       |          |                                          |

| Arbitro: | Natarajan |

|                 |           |                          |
| Rehmatullah 19’ | Marcatori | 11’ Stelmach 75’ R. Levi |

| Arbitro: | A. N. Jayaraman |

|                      |           |                         |
| Omar 49’ Ghafoor 57’ | Marcatori | 60’ Menchel 68’ Ratzabi |

| Kochi 6 dicembre 1959                              | India     | 1 – 2   | Iran | Maharaja College Stadium (25,000 spett.) |
| \| \| \| \| \| Khan 64’ \| Marcatori \| Dehdari \| |           |         |      |                                          |
|                                                    |           |         |      |                                          |
| Khan 64’                                           | Marcatori | Dehdari |      |                                          |

### Gruppo 2 (Centro)
| Squadra         | Pti | G | V | Pa | Pe | GF | GS | DR |
| --------------- | --- | - | - | -- | -- | -- | -- | -- |
| Vietnam del Sud | 4   | 2 | 2 | 0  | 0  | 5  | 1  | +4 |
| Malaysia        | 2   | 2 | 1 | 0  | 1  | 5  | 3  | +2 |
| Singapore       | 0   | 2 | 0 | 0  | 2  | 3  | 9  | −6 |

| Singapore 9 maggio 1959                                              | Singapore | 1 – 4                              | Vietnam del Sud | Jalan Besar Stadium |
| \| \| \| \| \| \| Marcatori \| 49’ Hajari 59’ Barmaki 65’ Dehdari \| |           |                                    |                 |                     |
|                                                                      |           |                                    |                 |                     |
|                                                                      | Marcatori | 49’ Hajari 59’ Barmaki 65’ Dehdari |                 |                     |

| Singapore 11 maggio 1959 | Singapore | 2 – 5 | Malaysia | Jalan Besar Stadium |

| Singapore 13 maggio 1959                    | Vietnam del Sud | 1 – 0 | Malaysia | Jalan Besar Stadium (9,806 spett.) |
| \| \| \| \| \| Ha Tam 4’ \| Marcatori \| \| |                 |       |          |                                    |
|                                             |                 |       |          |                                    |
| Ha Tam 4’                                   | Marcatori       |       |          |                                    |

### Gruppo 3 (Est)
| Squadra   | Pti | G | V | Pa | Pe | GF | GS | DR  |
| --------- | --- | - | - | -- | -- | -- | -- | --- |
| Taiwan    | 4   | 2 | 2 | 0  | 0  | 14 | 8  | +6  |
| Hong Kong | 2   | 2 | 1 | 0  | 1  | 11 | 7  | +4  |
| Filippine | 0   | 2 | 0 | 0  | 2  | 4  | 14 | −10 |

| Manila 29 marzo 1959                                                                      | Filippine | 0 – 7                                                   | Hong Kong | Rizal Memorial Stadium (10,000 spett.) |
| \| \| \| \| \| \| Marcatori \| Lau Chi Lam Ho Cheung Yau Lau Kai Cheung Leung Wai Hung \| |           |                                                         |           |                                        |
|                                                                                           |           |                                                         |           |                                        |
|                                                                                           | Marcatori | Lau Chi Lam Ho Cheung Yau Lau Kai Cheung Leung Wai Hung |           |                                        |

| Manila 31 marzo 1959 | Filippine | 4 – 7 | Taiwan | Rizal Memorial Stadium (20,000 spett.) |

| Manila 3 aprile 1959 | Taiwan | 7 – 4 | Hong Kong | Rizal Memorial Stadium (22,000 spett.) |

## Squadre qualificate

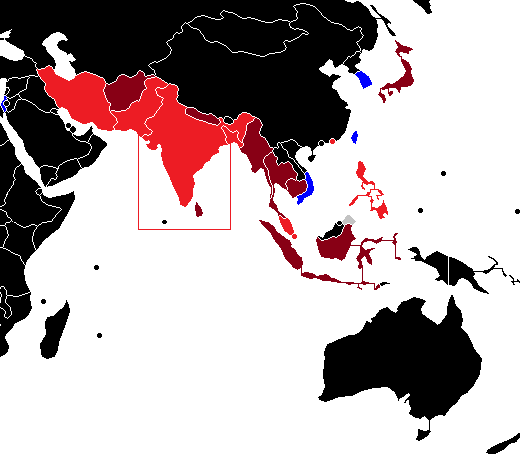
Qualificate
Non qualificate
Ritirate prima dell'inizio della competizione
Non partecipanti
Not membro dell'AFC

Qualificate
     Non qualificate
     Ritirate prima dell'inizio della competizione
     Non partecipanti
     Not membro dell'AFC
| Pr. | Squadra         | Data di qualificazione certa | Partecipante in quanto                                         | Ultima presenza |
| --- | --------------- | ---------------------------- | -------------------------------------------------------------- | --------------- |
| 1   | Corea del Sud   |                              | Rappresentativa della nazione organizzatrice della fase finale | 1 (1956)        |
| 2   | Taiwan          | 3 aprile 1959                | Vincitrice del Gruppo 3 di qualificazione                      | Esordiente      |
| 3   | Vietnam del Sud | 13 maggio 1959               | Vincitore del Gruppo 2 di qualificazione                       | 1 (1956)        |
| 4   | Israele         | 17 settembre 1959            | Vincitrice del Gruppo 1 di qualificazione                      | 1 (1956)        |